# 国鉄タキ6300形貨車
国鉄タキ6300形貨車（こくてつタキ6300がたかしゃ）は、かつて日本国有鉄道（国鉄）及び1987年（昭和62年）4月の国鉄分割民営化後は日本貨物鉄道（JR貨物）に在籍した私有貨車（タンク車）である。
本形式と同一の専用種別であるタキ9100形、タキ9150形についても本項目で解説する。

## タキ6300形
タキ6300形は、硅酸ソーダ液専用の35t 積タンク車として1961年（昭和36年）5月4日に1両（タキ6300）、1962年（昭和37年）9月3日に1両（タキ6301）がそれぞれ日本車輌製造にて製作された。
本形式の他に硅酸ソーダ液を専用種別とする形式にはタキ9100形（後記）、タキ9150形（後記）の2形式が存在した。
所有者は東曹産業でありその常備駅は、羽越本線の中条駅であった。
タンク体材質は一般構造用圧延鋼材(SS41)であり高さのあるドームが特徴である。
車体色は黒色、寸法関係は全長は13,000mm、全幅は2,300mm、全高は3,650mm、台車中心間距離は8,900mm、実容積は24.3 - 25.0m3、自重は16.0 - 17.0t、換算両数は積車5.0、空車1.8であり、台車はベッテンドルフ式のTR41Cであった。
1987年（昭和62年）4月の国鉄分割民営化時には車籍がJR貨物に継承されたが、1988年（昭和63年）8月24日に2両一緒に廃車となり同時に形式消滅となった。

## タキ9100形
タキ9100形は1961年（昭和36年）11月13日に1両（コタキ9100）が造機車輌にて製作された。
記号番号表記は特殊標記符号「コ」（全長 12 m 以下）を前置し「コタキ」と標記する。
所有者は日本化学工業でありその常備駅は、福島県の郡山駅であった。
荷役方式は、タンク上部の液入管からの上入れ、吐出管による下出し方式である。
車体色は銀色（ステンレス鋼地色）であったがその後黒色に塗装された。寸法関係は全長は9,800mm、全幅は2,350mm、全高は3,880mm、台車中心間距離は5,700mm、実容積は21.0m3、自重は14.7t、換算両数は積車4.5、空車1.6であり、台車はベッテンドルフ式のTR41Cであったがその後TR41Dに改造された。
1986年（昭和61年）4月30日に廃車となり同時に形式消滅となった。

## タキ9150形
タキ9150形は1963年（昭和38年）2月4日に1両（コタキ9150）が造機車輌にて製作された。同日タｷ2800形より1両（タキ2909）の専用種別が硅酸ソーダ液に変更されタキ9150形（コタキ9151）に編入された。
記号番号表記は特殊標記符号「コ」（全長 12 m 以下）を前置し「コタキ」と標記する。
所有者はコタキ9150が日本化学工業、コタキ9151が東曹産業でありそれぞれの常備駅は、福島県の郡山駅、新潟県の中条駅であった。
コタキ9150とコタキ9151の外観は大きく異なる。コタキ9151は厚さ50mmの牛毛フェルト断熱材を巻き薄鋼板製のキセ（外板）が装備された。また荷役の為の液出管と空気加圧管はS字管も装備していた。
車体色は黒色、寸法関係は全長は9,700mm、台車中心間距離は5,700mm、実容積は21.5m3、自重は15.0t、換算両数は積車5.0、空車1.6であり、台車はベッテンドルフ式のTR41Cであったがその後TR41Dに改造された。
1987年（昭和62年）4月の国鉄分割民営化時には車籍がJR貨物に継承されたが、1988年（昭和63年）8月24日に最後まで在籍したコタキ9151が廃車となり同時に形式消滅となった。